# Oliver Schumacher (Autor)
Oliver Schumacher (* 3. August 1973 in Cuxhaven) ist ein deutscher Verkaufstrainer, Vortragsredner und Autor.

## Leben
Nach seiner Ausbildung zum Industriekaufmann studierte er berufsbegleitend mit Abschluss Betriebswirtschaft an der Privaten Hochschule Göttingen sowie Sprechwissenschaft an der Universität Regensburg.
Er arbeitete im Verkaufsaußendienst für die Wella AG und ist seit 2009 selbständig tätig.

## Veröffentlichungen
- Bock auf Vertrieb: So machen Ihre Kunden Gewinn und Sie Karriere, mit Christian Sahle, GABAL-Verlag, 2022, ISBN 978-3-96739-092-6
- Preisverhandlung, GABAL-Verlag, überarbeitete und ergänzte Neuauflage, 4. Auflage, 2022, ISBN 978-3-96739-125-1
- Schluss mit halben Sachen im Verkauf: So handeln Top-Verkäufer, BusinessVillage, 2. Auflage, 2018, ISBN 978-3-86980-181-0
- Der Anti-Stress-Trainer für Vertriebler: Gelassen mit Verkaufsdruck umgehen, Springer-Gabler, 2017, ISBN 978-3-658-12476-2
- Was viele Verkäufer nicht zu fragen wagen: 110 Tipps für bessere Verkaufsresultate im Außendienst, Springer-Gabler, 4. überarbeitete und erweiterte Auflage, 2019, ISBN 978-3-658-27251-7
- Verkaufen auf Augenhöhe: Wertschätzend kommunizieren und Kunden nachhaltig überzeugen – ein Workbook, Springer-Gabler, 3. ergänzte Auflage, 2019, ISBN 978-3-658-14572-9